# Alpi Orientali
Con il termine Alpi orientali si intende la porzione più orientale del sistema montuoso alpino. A seconda delle varie classificazioni delle Alpi, però, la denominazione "Alpi Orientali" assume significati diversi.
La Partizione delle Alpi, del 1924, suddivide la catena alpina in tre grandi parti: Alpi Occidentali, Alpi Centrali ed Alpi Orientali; queste ultime vanno dal Passo del Brennero al Passo di Vrata, a cavallo di Austria, Croazia, Germania, Liechtenstein, Italia, Slovenia, Svizzera e Ungheria.
La Suddivisione Orografica Internazionale Unificata del Sistema Alpino (SOIUSA), del 2005, introduce invece la bipartizione delle Alpi, individuando nella catena due sole grandi parti: le Alpi Occidentali e le Alpi Orientali, separate tra loro dalla linea Reno - Passo dello Spluga - Lago di Como - Adda.
Viene inoltre totalmente esclusa a sud-est l'area del Carso e Istria.
La suddivisione didattica tradizionale italiana suddivide le Alpi in modo molto simile a quello della Partizione delle Alpi, ma, a differenza di questa, identifica il punto di congiunzione tra Alpi Orientali ed Alpi Centrali al Passo di Resia e non a quello del Brennero.
Comprendono numerose cime che superano i 3000 m, sfiorano a volte i 4000 ed hanno un'unica cima che supera questa quota: il pizzo Bernina.

## Partizione delle Alpi

Le 26 sezioni della Partizione delle Alpi. Le Alpi Orientali coprono le sezioni 17-26.

Nel 1926, a seguito del IX Congresso Geografico Italiano svoltosi nel 1924, venne adottata la Partizione delle Alpi, che prevede la suddivisione del sistema alpino in Alpi Occidentali, Alpi Centrali ed Alpi Orientali.
Le Alpi Orientali vanno dal Passo del Brennero al Passo di Vrata, nei pressi della città di Fiume. La cima più elevata è il Großglockner (3.798 m).
Le Alpi Orientali si suddividono ulteriormente in:
- Alpi Noriche (17)
  - Tuxer Gebirge (17.a)
  - Alpi della Zillertal (17.b)
  - Alti Tauri (17.c)
  - Bassi Tauri (17.d)
  - Alpi Carinziane (17.e)
- Dolomiti (18)
  - Alpi di Gardena e Fassa (18.a)
  - Alpi di Fiemme (18.b)
  - Gruppo della Marmolada (18.c)
  - Alpi di Ampezzo e Cadore (18.d)

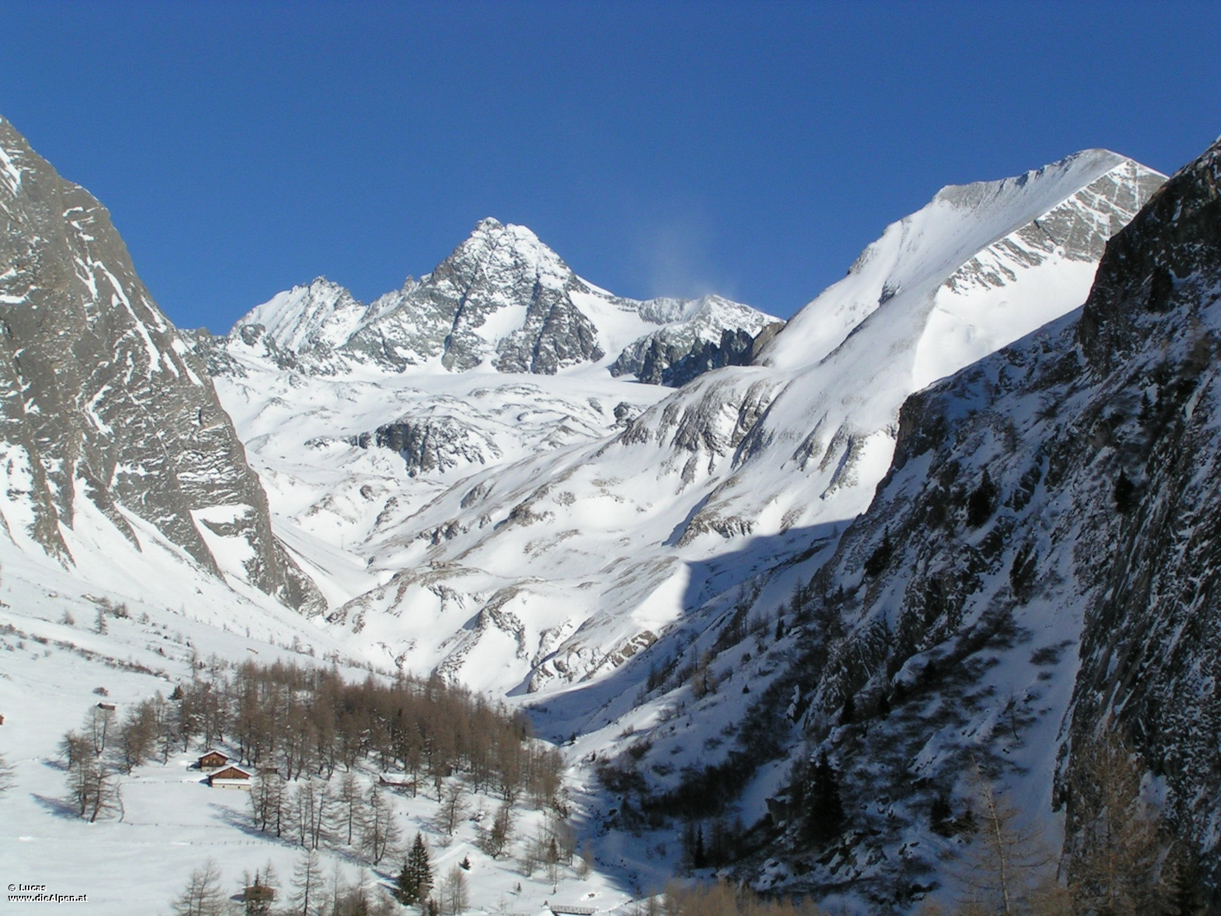
Großglockner

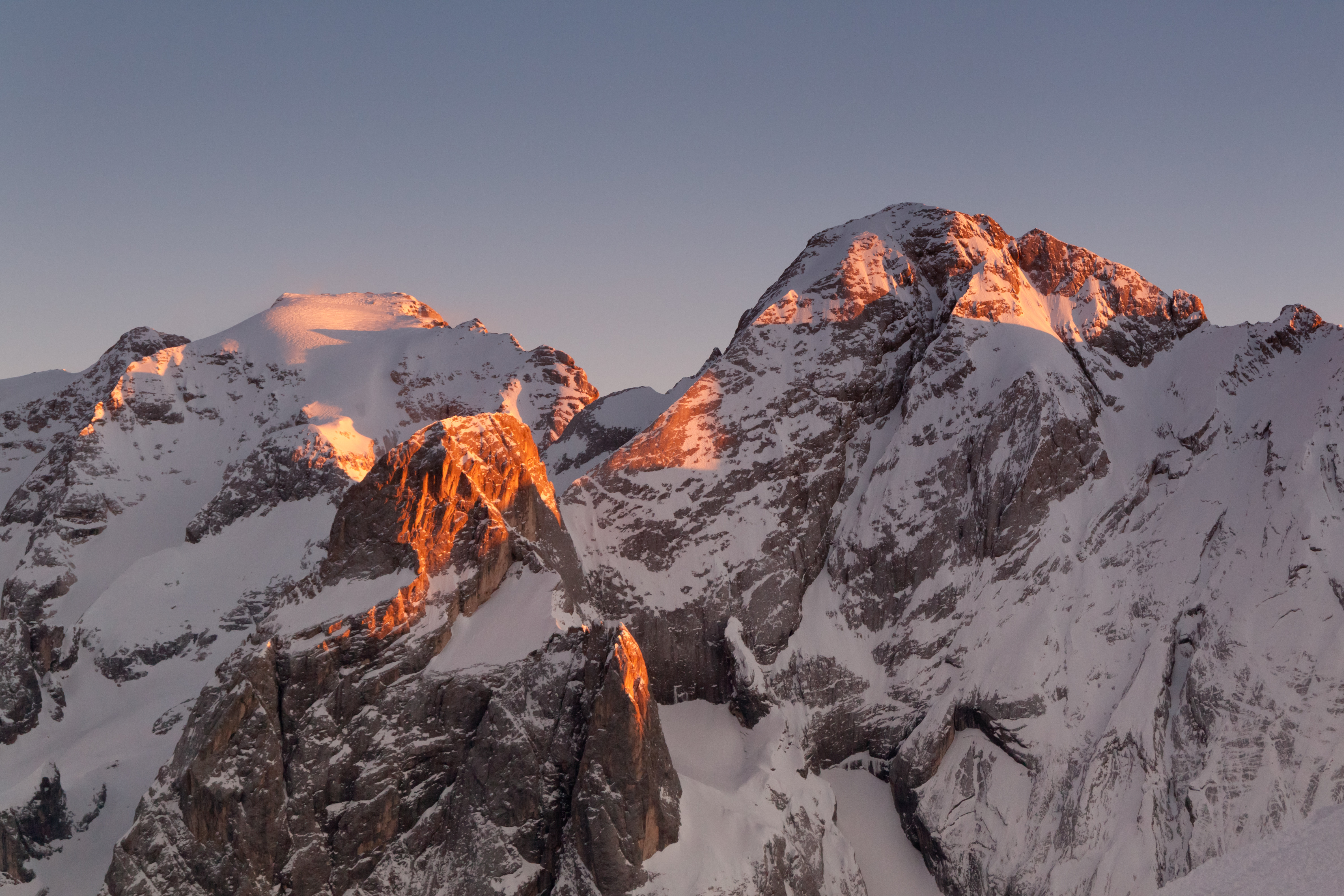
Marmolada

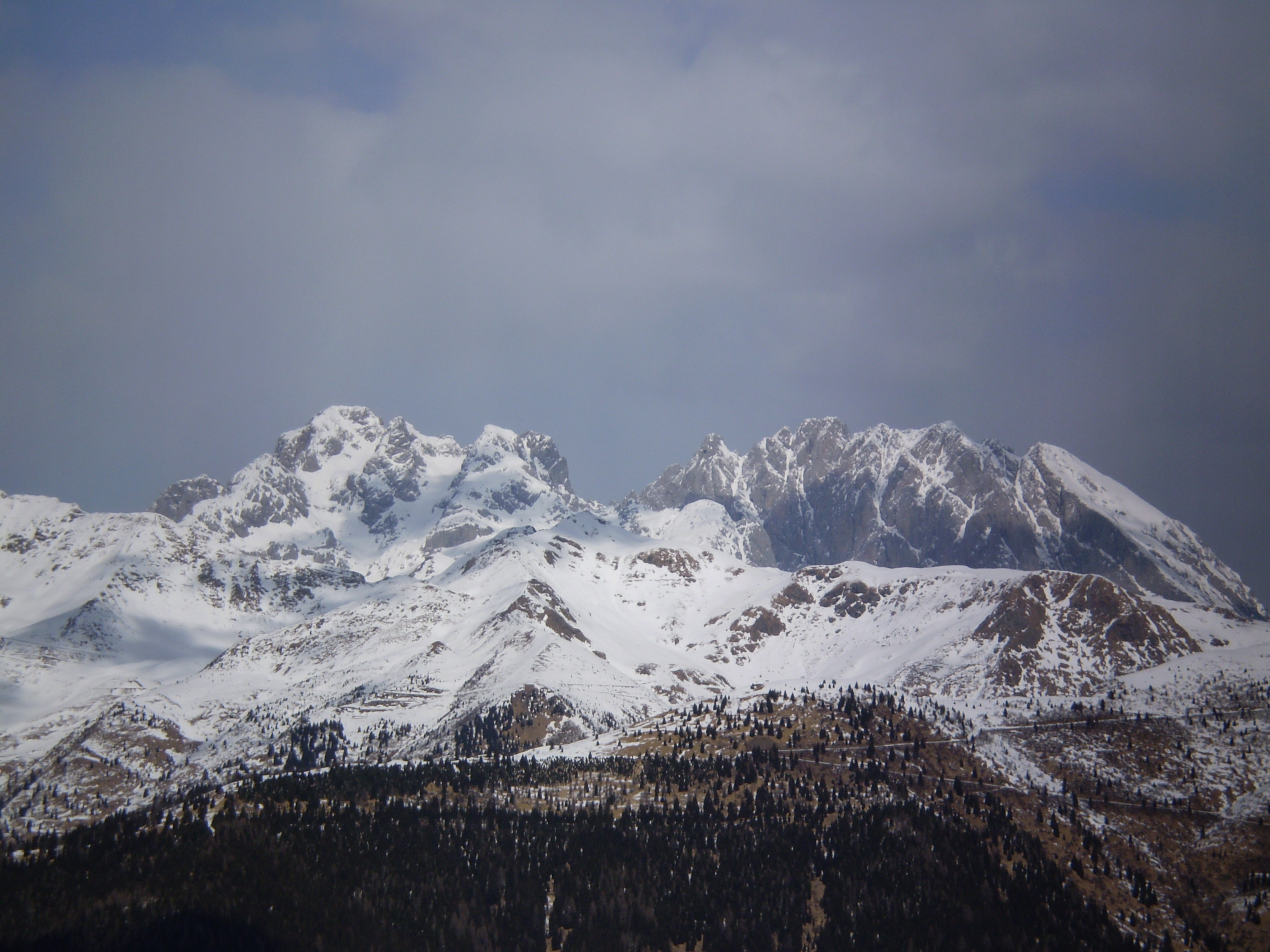
Coglians

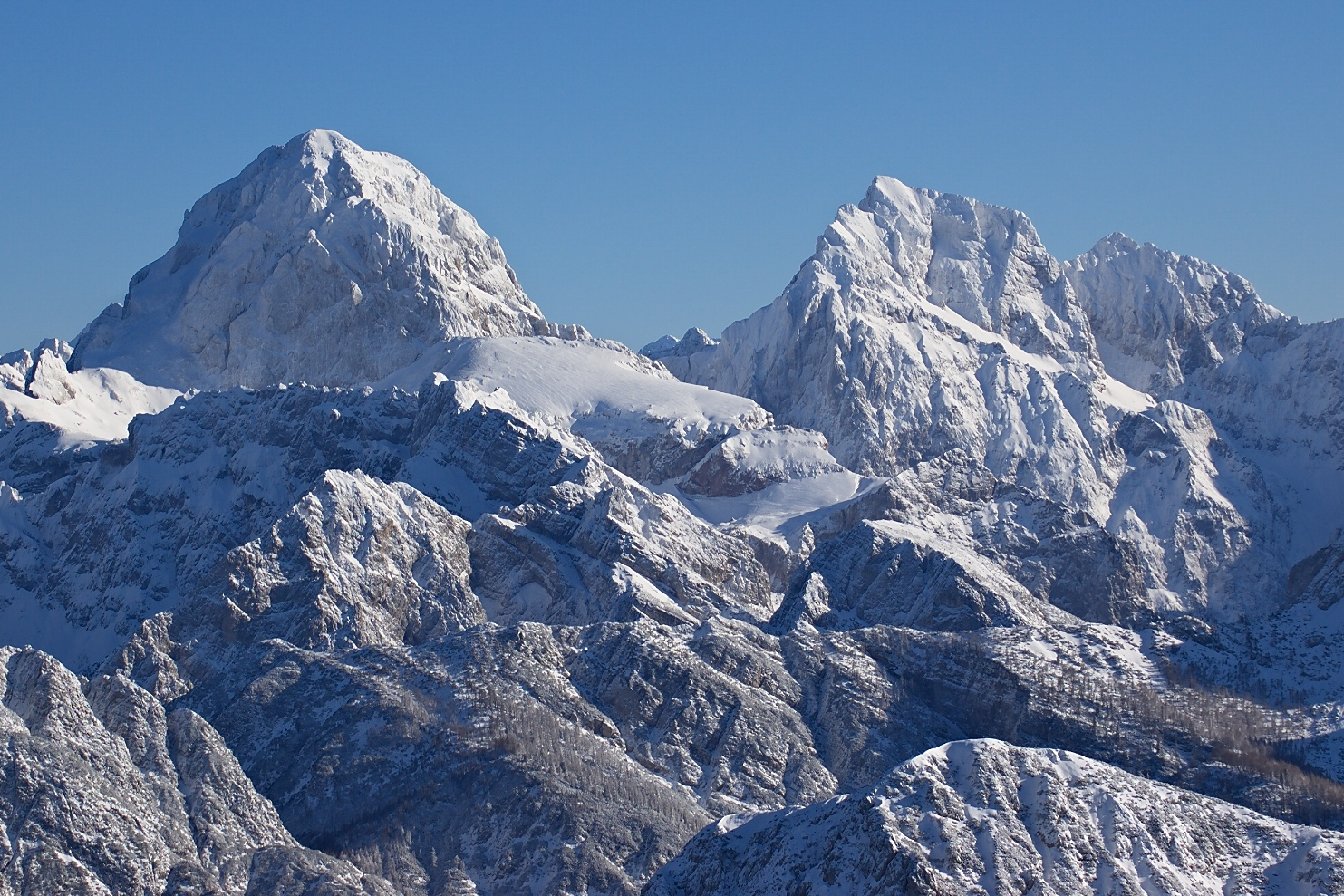
Mangart

  - Alpi della Valsugana e di Primiero (18.e)
- Alpi Carniche (19)
  - Alpi della Gail (19.a)
  - Alpi di Tolmezzo (19.b)
- Alpi Giulie (20)
  - Alpi Giulie settentrionali (20.a)
  - Alto Carso (20.b) 
    - Altopiano della Bainsizza (20.b.a)
    - Selva di Tarnova (20.b.b)

  - Carso Corniolino (20.c)
    - Selva di Piro (20.c.a)
    - Carso di Postumia (20.c.b)
    - Carso della Carniola (20.c.c)
- Caravanche (21)
  - Catena delle Caravanche (21.a)
  - Bacher (21.b)
- Alpi Salisburghesi (22)
  - Alpi di Kitzbühel (22.a)
  - Steinernes Meer (22.b)
  - Kaisergebirge (22.c)
  - Leoganger Steinberge (22.d)
  - Tennengebirge (22.e)
  - Dachstein (22.f)
- Alpi austriache (23)
  - Totes Gebirge (23.a)
  - Gruppo del Pyhrgass (23.b)
  - Sengsengebirge (23.c)
  - Alpi di Ennstaler (23.d)
  - Hochschwab (23.e)
  - Raxalpe (23.f)
  - Schneeberg (23.g)
  - Prealpi dell'Ötscher (23.h)
  - Selva Viennese (23.i)
- Prealpi di Stiria (24)
  - Alpi di Stub (24.a)
  - Alpi di Glein (24.b)
  - Alpi di Hoch (24.c)
  - Alpi di Kor (24.d)
  - Windichen Bühel (24.e)
  - Monti Stiriani (24.f)
  - Bucklige Welt (24.g)
  - Rosalien-Gebirge (24.h)
- Prealpi Trivenete (25)
  - Monti Lessini (25.a)
  - Altopiano di Asiago (25.b)
  - Monte Grappa (25.c)
  - Prealpi Bellunesi (25.d)
  - Prealpi Carniche (25.e)
  - Prealpi Giulie (25.f)
- Carso (26)
  - Piccolo Carso (26.a)
    - Carso Monfalconese (26.a.a)
    - Carso Triestino (26.a.b)
    - Carso della Cicceria (26.a.c)
    - Carso di Castua (26.a.d)

  - Carso Istriano (26.b)

## Suddivisione Orografica Internazionale Unificata del Sistema Alpino

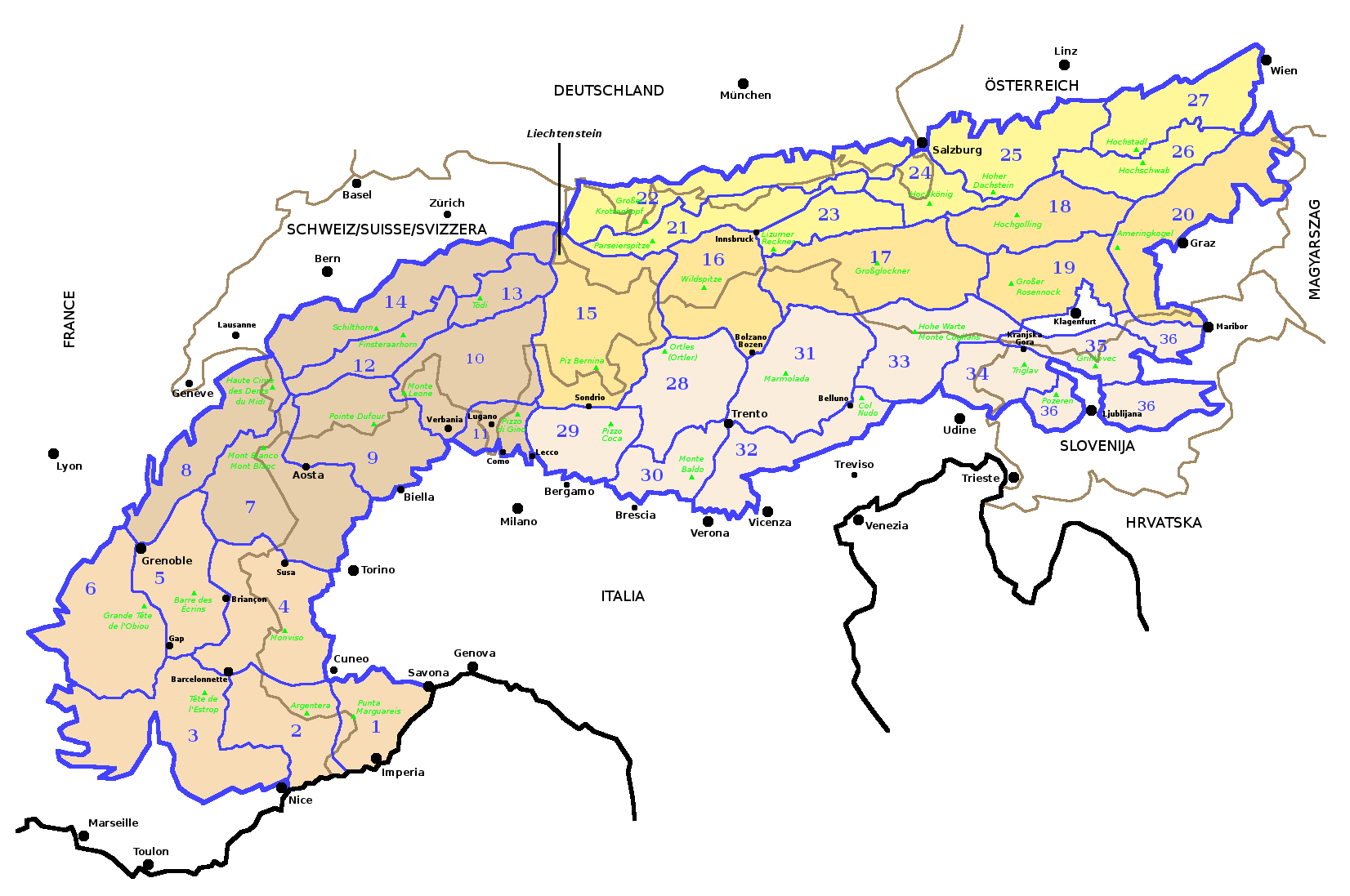
Alpi Occidentali ed Alpi Orientali secondo la SOIUSA.

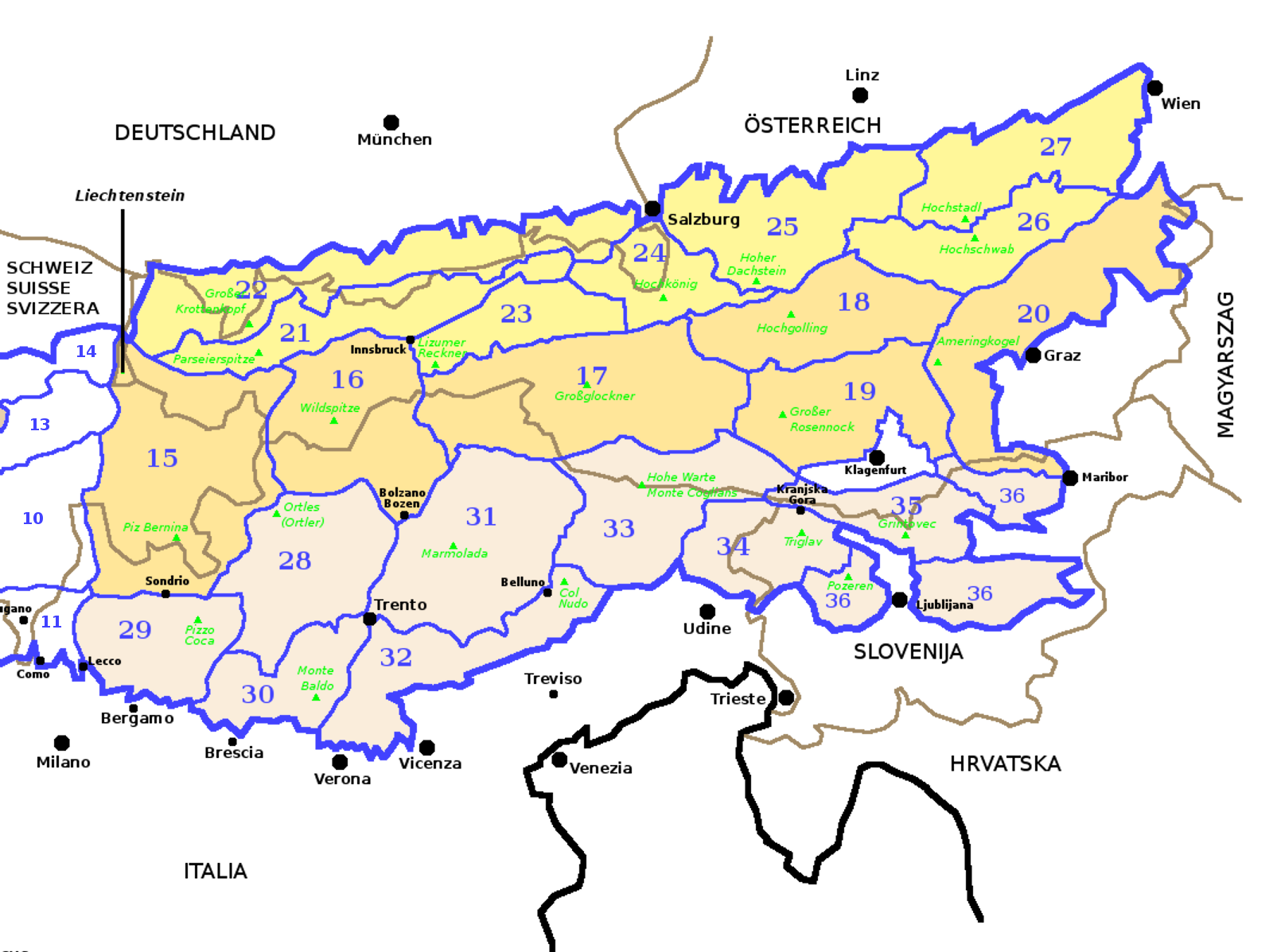
Dettaglio delle Alpi Orientali con evidenziate le Alpi Nord-orientali, le Alpi Centro-Orientali e quelle Sud-orientali.

La Suddivisione Orografica Internazionale Unificata del Sistema Alpino (SOIUSA), presentata nel 2005 prevede la divisione delle Alpi in Alpi Occidentali ed Alpi Orientali, separate dalla linea Reno - Passo dello Spluga - Lago di Como - Adda
Le Alpi Orientali sono suddivise in tre grandi settori: Alpi Centro-orientali, Alpi Nord-orientali e Alpi Sud-orientali.

### Alpi Centro-orientali
Le Alpi Centro-orientali sono divise in 6 sezioni (SZ), 25 sottosezioni (STS) e 64 supergruppi (SPG):
- Alpi Retiche occidentali (Pizzo Bernina, 4.049 m)
  - Alpi del Platta (Catena Suretta-Stella-Duan; Catena Platta-Forbesch-Curver)
  - Alpi dell'Albula (Catena Güglia-Err-Bravuogn; Catena Kesch-Chüealphorn-Grialetsch)
  - Alpi del Bernina (Catena Bernina-Scalino; Monti della Val Bregaglia)
  - Alpi di Livigno (Catena Languard-Quattervals; Catena Piazzi-Paradisino)
  - Alpi della Val Müstair (Catena Casina-Umbrail-Pizzo della Forcola; Catena Sesvenna-Tavrü)
  - Alpi del Silvretta, del Samnaun e del Verwall (Silvretta; Samnaun; Verwall)
  - Alpi del Plessur (Hockwang-Weißfluth; Strela-Lenzerhorn-Weißhorn; Stätzerhorn)
  - Catena del Rätikon (Rätikon)

- Alpi Retiche orientali (Wildspitze, 3.772 m)
  - Alpi Venoste (Venoste Orientali; Alpi Passirie (in senso ampio); Alpi Venoste del Nord)
  - Alpi dello Stubai (Alpi Breonie Occidentali; Alpi dello Stubai del Nord)
  - Alpi Sarentine (Punta Cervina-Cima San Giacomo; Cima di San Giacomo)

- Alpi dei Tauri occidentali (Großglockner, 3.798 m)
  - Alpi della Zillertal (Croda Alta-Olperer; Gran Pilastro; Fundres; Reichenspitze)
  - Alti Tauri (Venediger; Granatspitze; Glockner; Schober; Goldberg; Ankogel)
  - Alpi Pusteresi (Vedrette di Ries; Villgraten)
  - Gruppo del Kreuzeck (Kreuzeck)

- Alpi dei Tauri orientali (Hochgolling, 2.863 m)
  - Tauri di Radstadt (Weißeck-Mosermandl-Hochfeind)
  - Tauri di Schladming e di Murau (Tauri di Schladming in senso stretto; Alpi di Murau)
  - Tauri di Wölz e di Rottenmann (Wölz; Rottenmann)
  - Tauri di Seckau (Gamskögel-Geierhaupt; Seckau)

- Alpi di Stiria e Carinzia (Eisenhut, 2.441 m)
  - Alpi della Gurktal (Kilnprein-Rosennock-Eisenhut; Prankerhöhe-Grebenzen; Wöllaner Nock-Mirnock; Kruckenspitze-Hockeck; Klagenfurt)
  - Alpi della Lavanttal (Kreiskogel-Zirbitzkogel; Waldkogel-Grafenkogel; Ladingerspitze; Griffn)

- Prealpi di Stiria (Ameringkogel, 2.184 m)
  - Prealpi nord-occidentali di Stiria (Stubalpe; Gleinalpe; Westgraz)
  - Prealpi sud-occidentali di Stiria (Koralpe; Reinischkögel; Kobansko)
  - Prealpi centrali di Stiria (Fischbach; Ostgraz)
  - Prealpi orientali di Stiria (Wechsel-Joglland; Bucklige; Bernstein-Güns; Rosalien-Ödenburg)

### Alpi Nord-orientali
Le Alpi Nord-orientali sono divise in 7 sezioni (SZ), 27 sottosezioni (STS) e 69 supergruppi (SPG):
- Alpi calcaree nordtirolesi (Parseierspitze, 3.040 m)
  - Alpi della Lechtal (Parseier; Namloser)
  - Monti delle Lechquellen (Spuller Schafberg-Rote Wand-Braunarl)
  - Monti di Mieming e del Wetterstein (Mieming; Wetterstein)
  - Monti del Karwendel (Karwendel; Risser)
  - Alpi di Brandenberg (Rofan; Thierseer)
  - Monti del Kaiser (Wilder Kaiser-Unterberghorn; Zahmer Kaiser)

- Alpi Bavaresi (Großer Krottenkopf, 2.657 m)
  - Prealpi di Bregenz (Prealpi Occidentali di Bregenz; Prealpi Orientali di Bregenz)
  - Alpi dell'Algovia (Walsertal; Prealpi Occidentali dell'Algovia; Alpi dell'Algovia; Prealpi Orientali dell'Algovia; Tannheim)
  - Alpi dell'Ammergau (Daniel-Kreuzspitze-Kramer-Laber; Ammer-Trauch)
  - Alpi del Wallgau (Alpi Occidentali del Wallgau; Alpi Orientali del Wallgau)
  - Alpi del Mangfall (Tegernse; Schlierse)
  - Alpi del Chiemgau (Inzell; Prealpi di Chiemgau)

- Alpi scistose tirolesi (Lizumer Reckner, 2.884 m)
  - Prealpi del Tux (Reckner-Malgrübler-Rosenjoch; Kalkwald-Rastkogel)
  - Alpi di Kitzbühel (Wildschönau; Pölven-Ellmau; Glemmtal)

- Alpi settentrionali salisburghesi (Hochkönig, 2.941 m)
  - Monti dello Stein (Loferer Steinberge; Gruppo del Kirchberg; Leoganger Steinberge)
  - Alpi scistose salisburghesi (Monti di Dienten; Monti della Fritztal)
  - Alpi di Berchtesgaden (Alpi Meridionali di Berchtesgaden; Alpi Centro-orientali di Berchtesgaden; Alpi Centro-occidentali di Berchtesgaden; Alpi Settentrionali di Berchtesgaden)
  - Monti di Tennen (Tennen)

- Alpi del Salzkammergut e dell'Alta Austria (Hoher Dachstein, 2.993 m)
  - Monti del Dachstein (Gosau; Dachstein; Kemet)
  - Monti del Salzkammergut (Gamsfeld-Osterhorn; Prealpi di Salisburgo; Schafberg-Höllen; Mondse-Gmundn)
  - Monti Totes (Totes; Warscheneck)
  - Prealpi dell'Alta Austria (Grünau; Kirchdorf; Molln; Sengsen; Neustift)

- Alpi settentrionali di Stiria (Hochtor, 2.369 m)
  - Alpi dell'Ennstal (Haller Mauern; Gesäuse; Eisenerz)
  - Alpi Nord-orientali di Stiria (Hochschwab; Alpi di Mürzsteg; Rax-Schneeberg)

- Alpi della Bassa Austria (Hochstadl, 1.919 m)
  - Alpi di Türnitz (Türnitz; Texing)
  - Alpi dell'Ybbstal (Zellerhut-Ötscher; Lunz; Höllenstein; Eisenwurzen)
  - Prealpi Orientali della Bassa Austria (Gutenstein; Wienerwald)

### Alpi Sud-orientali
Le Alpi Sud-orientali sono divise in 9 sezioni (SZ), 25 sottosezioni (STS) e 65 supergruppi (SPG):
- Alpi Retiche meridionali (Ortles, 3.905 m)
  - Alpi dell'Ortles (Gruppo Ortles-Cevedale; Gruppo Sobretta-Gavia)
  - Alpi della Val di Non (Olmi-Luco-Roen)
  - Alpi dell'Adamello e della Presanella (Adamello; Presanella)
  - Dolomiti di Brenta (Brenta-Paganella)

- Alpi e Prealpi Bergamasche (Pizzo di Coca, 3.052 m)
  - Alpi Orobie (Alpi Orobie Orientali; Alpi Orobie Occidentali)
  - Prealpi Bergamasche (Occidentali; Centrali; Orientali)

- Prealpi Bresciane e Gardesane (Monte Cadria, 2.254 m)
  - Prealpi Bresciane (Catena Bresciana Occidentale; Catena Bresciana Orientale)
  - Prealpi Gardesane (Prealpi Giudicarie; Prealpi Gardesane Sud-occidentali; Prealpi Gardesane Orientali)

- Dolomiti (Marmolada, 3.342 m)
  - Dolomiti di Sesto, di Braies e d'Ampezzo (di Sesto; di Braies; Orientali di Badia; Ampezzane; Cadorine)
  - Dolomiti di Zoldo (Settentrionali di Zoldo; Meridionali di Zoldo)
  - Dolomiti di Gardena e di Fassa (di Gardena; di Fassa)
  - Dolomiti di Feltre e delle Pale di San Martino (Pale di San Martino-Feruc; Alpi Feltrine)
  - Dolomiti di Fiemme (Dolomiti Settentrionali di Fiemme; Dolomiti Meridionali di Fiemme)

- Prealpi Venete (Col Nudo, 2.472 m)
  - Prealpi Vicentine (Altipiani; Piccole Dolomiti; Monti Lessini)
  - Prealpi Bellunesi (Grappa; Catena Cavallo-Visentin)

- Alpi Carniche e della Gail (Monte Coglians, 2.780 m)
  - Alpi Carniche (Catena Carnica Occidentale; Catena Carnica Orientale; Alpi Tolmezzine Occidentali; Alpi Tolmezzine Orientali)
  - Alpi della Gail (Occidentali di Lienz; Centrali di Lienz; Orientali di Lienz; Reißkofel-Spitzegel; Latschur-Goldeck; Erzberg-Villacher)
  - Prealpi Carniche (Dolomiti Friulane; Catena Chiarescons-Cornaget-Resettum; Catena Valcalda-Verzegnis)

- Alpi e Prealpi Giulie (Monte Tricorno, 2.863 m)
  - Alpi Giulie (Catena Jôf Fuârt-Montasio; Catena del Canin; Catena Mangart-Jalovec; Catena della Škrlatica; Catena del Tricorno; Catena Nero-Tolminski Kuk-Rodica)
  - Prealpi Giulie (Prealpi Giulie Settentrionali; Prealpi Giulie Meridionali)

- Alpi di Carinzia e di Slovenia (Grintovec, 2.558 m)
  - Caravanche (Occidentali; Settentrionali; Orientali)
  - Alpi di Kamnik e della Savinja (Storžič; Raduha-Golte-Rogatec-Menina)

- Prealpi Slovene (Porezen, 1.630 m)
  - Prealpi Slovene occidentali (Škofjeloško-Cerkljansko-Polhograjsko-Rovtarsko)
  - Prealpi Slovene orientali (Posavje)
  - Prealpi Slovene nord-orientali (Strojna-Pohorje; Vitanje-Konjice)

## Alpenvereinseinteilung der Ostalpen (AVE)
I Deutscher und Österreichischer Alpenverein, ovvero i Club Alpini austro-tedeschi, adottano una classificazione delle Alpi orientali denominata Alpenvereinseinteilung der Ostalpen (AVE). Le Alpi orientali sono suddivise in 4 settori e 75 gruppi, secondo la revisione apportata al Moriggl-Einteilung der Ostalpen nel 1982 da Frank Grassler.
I quattro settori sono:
- Nördliche Ostalpen (Alpi nord-orientali)
- Zentrale Ostalpen (Alpi centro-orientali)
- Südliche Ostalpen (Alpi sud-orientali)
- Westliche Ostalpen (Alpi orientali occidentali)